# HC Csíkszereda
Hockey Club Csíkszereda (rum. HC Miercurea Ciuc) – były rumuński klub hokejowy z siedzibą w mieście Miercurea-Ciuc, istniejący w latach 2002–09.
W drużynie występowali Dmitri Suur, Denys Zabłudowski.

## Sukcesy
- Złoty medal MOL Ligi: 2009